# Тсука, Рави
Рави́ Дьёлери́ш Тсука́ Дози́ (фр. Ravy Dieuleriche Tsouka Dozi; род. 23 декабря 1994, Блуа) — конголезский футболист, защитник клуба «Зюлте-Варегем» и национальной сборной Республики Конго.

## Клубная карьера
В начале своей карьеры выступал за вторую команду «Нанта», в составе которой провёл четыре матча в Насьонале 2. В начале 2015 года перешёл в итальянский «Кротоне», выступающий в Серии B. 7 февраля 2015 года впервые попал в заявку основной команды на официальный матч, но участия в игре не принимал.
Летом 2015 года на правах аренды отправился в «Паганезе». В его составе дебютировал в Серии C 14 ноября в игре очередного тура с «Искьей», появившись на поле в середине второго тайма. За время аренды принял участие в 21 матче, в которых отметился тремя жёлтыми карточками.
1 марта 2018 года перешёл в шведский «Вестерос», подписав трёхлетний контракт. Впервые за новый клуб вышел на поле 7 апреля в игре первого тура первого дивизиона с «Шеллефтео». По итогам первого сезона клуб занял первое место в турнирной таблице и вышел в Суперэттан, где конголезец сыграл ещё в 16 матчах.
21 ноября 2019 года стал игроком «Хельсингборга», с которым заключил контракт сроком на три года. 22 июня 2020 года дебютировал в чемпионате Швеции в игре с «Эльфсборгом».

## Карьера в сборной
10 октября 2019 года дебютировал в составе национальной сборной Республики Конго в товарищеском матче со сборной Таиланда, появившись на поле в стартовом составе.

## Клубная статистика
| Выступление      | Выступление      | Выступление      | Лига | Лига | Кубки | Кубки | Конт. кубки | Конт. кубки | Разное | Разное | Итого | Итого |
| Клуб             | Лига             | Сезон            | Игры | Голы | Игры  | Голы  | Игры        | Голы        | Игры   | Голы   | Игры  | Голы  |
| ---------------- | ---------------- | ---------------- | ---- | ---- | ----- | ----- | ----------- | ----------- | ------ | ------ | ----- | ----- |
| Нант II          | Насьональ 2      | 2013/14          | 4    | 0    | 0     | 0     | 0           | 0           | 0      | 0      | 4     | 0     |
| Нант II          | Итого            | Итого            | 4    | 0    | 0     | 0     | 0           | 0           | 0      | 0      | 4     | 0     |
| Паганезе         | Серия C          | 2015/16          | 21   | 0    | 0     | 0     | 0           | 0           | 0      | 0      | 21    | 0     |
| Паганезе         | Итого            | Итого            | 21   | 0    | 0     | 0     | 0           | 0           | 0      | 0      | 21    | 0     |
| Вестерос         | Дивизион 1       | 2018             | 19   | 0    | 1     | 0     | 0           | 0           | 0      | 0      | 20    | 0     |
| Вестерос         | Суперэттан       | 2019             | 16   | 1    | 1     | 1     | 0           | 0           | 0      | 0      | 17    | 2     |
| Вестерос         | Итого            | Итого            | 35   | 1    | 2     | 1     | 0           | 0           | 0      | 0      | 37    | 2     |
| Хельсингборг     | Алльсвенскан     | 2020             | 17   | 0    | 1     | 0     | 0           | 0           | 0      | 0      | 18    | 0     |
| Хельсингборг     | Суперэттан       | 2021             | 26   | 0    | 4     | 0     | 0           | 0           | 2      | 0      | 32    | 0     |
| Хельсингборг     | Алльсвенскан     | 2022             | 10   | 0    | 0     | 0     | 0           | 0           | 0      | 0      | 10    | 0     |
| Хельсингборг     | Итого            | Итого            | 53   | 0    | 5     | 0     | 0           | 0           | 0      | 0      | 58    | 0     |
| Всего за карьеру | Всего за карьеру | Всего за карьеру | 113  | 1    | 7     | 1     | 0           | 0           | 2      | 0      | 122   | 2     |

## Статистика в сборной
| Матчи и голы Рави Тсуки за национальную сборную Республики Конго | Матчи и голы Рави Тсуки за национальную сборную Республики Конго | Матчи и голы Рави Тсуки за национальную сборную Республики Конго | Матчи и голы Рави Тсуки за национальную сборную Республики Конго | Матчи и голы Рави Тсуки за национальную сборную Республики Конго | Матчи и голы Рави Тсуки за национальную сборную Республики Конго |
| №                                                                | Дата                                                             | Оппонент                                                         | Счёт                                                             | Голы                                                             | Соревнование                                                     |
| ---------------------------------------------------------------- | ---------------------------------------------------------------- | ---------------------------------------------------------------- | ---------------------------------------------------------------- | ---------------------------------------------------------------- | ---------------------------------------------------------------- |
| 1                                                                | 10 октября 2019                                                  | Таиланд                                                          | 1:1                                                              | 0                                                                | Товарищеский матч                                                |
| 2                                                                | 13 ноября 2019                                                   | Сенегал                                                          | 0:2                                                              | 0                                                                | Отборочные матчи КАН-2021                                        |
| 3                                                                | 17 ноября 2019                                                   | Гвинея-Бисау                                                     | 3:0                                                              | 0                                                                | Отборочные матчи КАН-2021                                        |
| 4                                                                | 9 октября 2020                                                   | Гамбия                                                           | 0:1                                                              | 0                                                                | Товарищеский матч                                                |
| 5                                                                | 12 ноября 2020                                                   | Эсватини                                                         | 2:0                                                              | 0                                                                | Отборочные матчи КАН-2021                                        |
| 6                                                                | 16 ноября 2020                                                   | Эсватини                                                         | 0:0                                                              | 0                                                                | Отборочные матчи КАН-2021                                        |
| 7                                                                | 26 марта 2021                                                    | Сенегал                                                          | 0:0                                                              | 0                                                                | Отборочные матчи КАН-2021                                        |
| 8                                                                | 30 марта 2021                                                    | Гвинея-Бисау                                                     | 0:3                                                              | 0                                                                | Отборочные матчи КАН-2021                                        |
| 9                                                                | 9 июня 2021                                                      | Нигер                                                            | 1:0                                                              | 0                                                                | Товарищеский матч                                                |
| 10                                                               | 2 сентября 2021                                                  | Намибия                                                          | 1:1                                                              | 0                                                                | Отборочные матчи ЧМ-2022                                         |
| 11                                                               | 7 сентября 2021                                                  | Сенегал                                                          | 1:3                                                              | 0                                                                | Отборочные матчи ЧМ-2022                                         |
| 12                                                               | 9 октября 2021                                                   | Того                                                             | 1:1                                                              | 0                                                                | Отборочные матчи ЧМ-2022                                         |
| 13                                                               | 11 ноября 2021                                                   | Намибия                                                          | 1:1                                                              | 0                                                                | Отборочные матчи ЧМ-2022                                         |
| 14                                                               | 14 ноября 2021                                                   | Сенегал                                                          | 0:2                                                              | 0                                                                | Отборочные матчи ЧМ-2022                                         |
| 15                                                               | 4 июня 2022                                                      | Мали                                                             | 0:4                                                              | 0                                                                | Отборочные матчи КАН-2023                                        |
| 16                                                               | 8 июня 2022                                                      | Гамбия                                                           | 1:0                                                              | 0                                                                | Отборочные матчи КАН-2023                                        |

Итого:16 матчей и 0 голов; 4 победы, 6 ничьих, 6 поражений.